# ميلتون ماك
ميلتون ماك (بالإنجليزية: Milton Mack)‏ هو لاعب كرة قدم أمريكية أمريكي، ولد في 20 سبتمبر 1963 في جاكسون في الولايات المتحدة.

## وصلات خارجية
- ميلتون ماك على موقع مرجع كرة القدم المحترفة.كوم (الإنجليزية)